# Akuji the Heartless
Akuji the Heartless (Litt. : « Akuji le Sans-cœur ») est un jeu vidéo d'action-aventure développé par Crystal Dynamics et édité par Eidos Interactive, sorti en janvier 1999 sur PlayStation.

## Scénario
Akuji est un houngan (prêtre vaudou) qui a été assassiné le soir de son mariage selon un horrible rite vaudou destiné à le laisser errer à jamais dans les mondes souterrains. Il va retrouver les esprits de ses ancêtres et son frère à la force de ses griffes et de sa magie, mais aussi résoudre des énigmes afin de briser le sortilège dont il est victime.